# Geelpluimtreurtiran
De geelpluimtreurtiran (Laniocera rufescens) is een zangvogel uit de familie Tityridae.

## Verspreiding en leefgebied
Deze soort komt voor van Mexico tot Ecuador en telt drie ondersoorten:
- L. r. rufescens: van zuidoostelijk Mexico tot noordwestelijk Colombia.
- L. r. tertia: zuidwestelijk Colombia en noordwestelijk Ecuador.
- L. r. griseigula: noordelijk-centraal Colombia.

## Status
De grootte van de populatie is in 2022 geschat op 20.000-50.000 volwassen vogels. Op de Rode lijst van de IUCN heeft deze soort de status niet bedreigd.